# (5412) Rou
(5412) Rou es un asteroide perteneciente al cinturón de asteroides, descubierto el 25 de septiembre de 1973 por la astrónoma ucraniana Liudmila Zhuravliova desde el Observatorio Astrofísico de Crimea (República de Crimea).

## Designación y nombre
Designado provisionalmente como 1973 SR3. Fue nombrado Rou en honor a Aleksandr Artúrovich Rou, actor y productor de cine especializado en cuentos de hadas rusos.

## Características orbitales
Rou está situado a una distancia media del Sol de 2,444 ua, pudiendo alejarse hasta 2,905 ua y acercarse hasta 1,982 ua. Su excentricidad es 0,188 y la inclinación orbital 2,404 grados. Emplea 1395,90 días en completar una órbita alrededor del Sol.

## Características físicas
La magnitud absoluta de Rou es 14. Tiene 4,883 km de diámetro y su albedo se estima en 0,141. 